# 天津美术学院
天津美术学院，位于天津市河北区的海河北岸的天纬路，其前身可以追溯至1906年6月13日(清光绪三十二年闰四月二十二日)由中国近代著名教育家、天津女学事务总理傅增湘先生创办的北洋女师范学堂，是中国最早的公立高等学府之一，也是中国最早的公立女子师范学校之一。同时，天津美术学院的前身北洋女师范学堂是天津仅存六处的辛亥革命遗址之一。天津美术学院是中国八大美术学院之一。

## 历史沿革

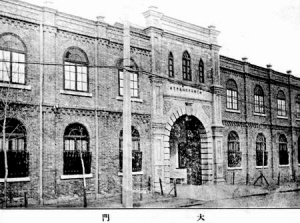
北洋女师范学堂大门

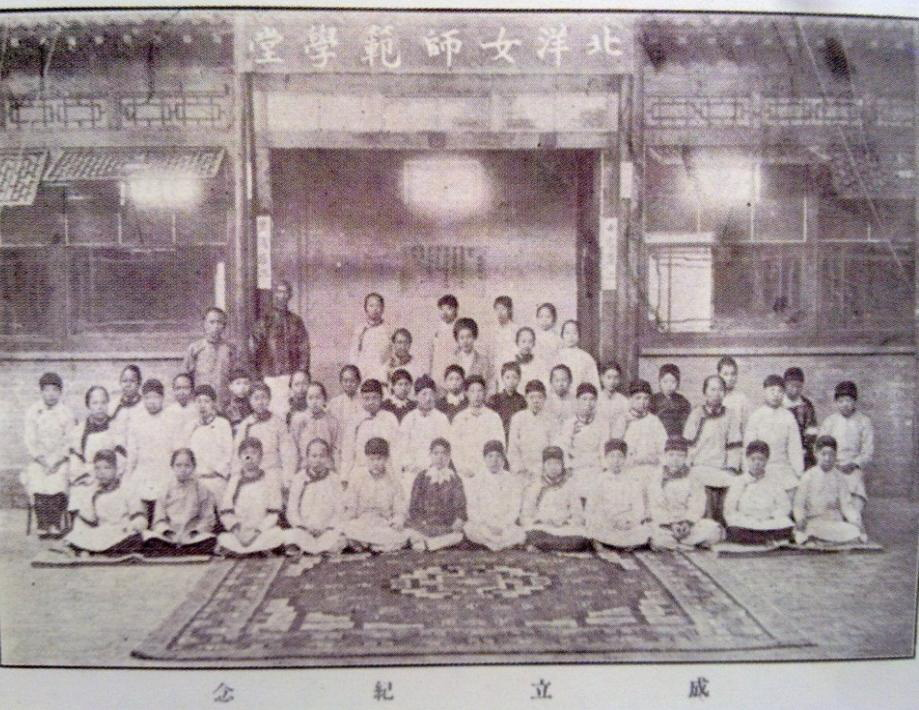
北洋女师范学堂

天津美术学院的历史最早可以追溯至1906年6月由中国近代著名教育家傅增湘先生创办的北洋女师范学堂，建校初期是师范教育的学校。1919年五四运动时期，天津革命团体觉悟社中的女性成员为该校学生，妇女团体天津女界爱国同志会，也是由该校毕业生和在校生刘清扬、郭隆真、许广平、邓文淑（邓颖超）等人发起组织的。于1926年左右，专门设立了美术科，同时增设了西画、国画、图案三个专用教室。1929年美术科发展为图画副系，学校成为当时中国国内建制最完善的师范院校之一，设有家政、国文、英文、史地、教育、音乐、数学、理化和生物9个系和图画、体育2个副系，在校学生350余人。
中华人民共和国成立后，学院经过多次调整、易名，经历了河北师范学院、河北天津师范学院、河北艺术师范学院、河北美术学院、天津艺术学院等。1970年9月，天津市革命委员会文教组强行解散天津音乐学院和河北艺术师范学院，另组建天津五·七艺术学校。1973年2月，改名为天津艺术学院，美术专业迁回河北区天纬路原河北艺术师范学院旧址。1980年2月，天津艺术学院撤销，恢复重建天津美术学院和天津音乐学院。1980年2月，定名为天津美术学院至今。

## 建筑
原直隶女子师范学校主楼建于1906年，是原直隶女子师范学校的主楼。该建筑位于今天津美术学院内，目前为天津市文物保护单位。

## 科系设置
天津美术学院目前设有美术学、绘画、艺术设计、工业设计、雕塑等五个二级学科， 设有中国画、书法、油画、版画、雕塑、视觉传达设计、装饰艺术设计、服装艺术设计、染织艺术设计、环境艺术设计、工业设计、数字媒体艺术、摄影艺术、综合绘画、公共艺术、多媒体设计、美术史论等17个专业方向。

## 校友
- 曹禺  :  曾于30年代在该校任教。
- 毕业生包括政治人物邓颖超等，王光美的母亲董洁如也是该校毕业生，与刘清扬同班。
- 邓国源 :  天津美术学院院长，中国美术家协会会员，天津美术学院教授，现代艺术学院院长，硕士研究生导师，美国南德克塔大学荣誉教授，德国哈雷美院客座教授。
- 周世麟 :  中国油画学会会员，天津美术学院教授。作品多次在台湾、新加坡、马来西亚、香港展出，并被收藏。1998年应比利时皇家美术学院邀请赴比利时进行讲学和艺术交流。
- 赵松樵 :  文化部文化产业人才库；大学教师；中共天津市委宣传部“五个一批”人才；民盟天津市委委员；天津市第十二届青联委员；天津市电影家协会理事；第九届巴黎中国电影节最佳动画奖；中国传媒大学硕士研究生。
- 武红军：曾任天津美术学院党委书记。
- 郭振山：水粉画家，天津美术学院副院长、设计学院院长。

## 外部連結
- 天津美術學院